# Georgius Gudmundi Dwan
Georgius Gudmundi Dwan, född 30 december 1605 i Norrköping, Östergötland, död 22 november 1647 i Munktorps församling, var en svensk präst, hovpredikant och riksdagsman.

## Biografi
Dwan föddes 1605 i Norrköping. Han inskrevs 1622 vid Uppsala universitet och promoverades 10 februari 1629 till filosofie magister. Dwan prästvigdes vid samma tid och blev 1629 Gustav II Adolfs hovpredikant, varmed han året därpå följde denne till Tyskland under trettioåriga kriget. Dwan återkom sedan till Sverige och blev änkedrottning Maria Eleonoras hovpredikant. Maria Eleonora utsåg honom sedan till prost i Munktorps församling 31 mars 1636 och han var orator vid prästmötet 1638. 1639 var han vid sidan av detta assessor i consistorium majus. Han var riksdagsman vid riksdagen 1640 och blev 1642 kontraktsprost i Munktorps kontrakt. Vid prästmötet 1642 var han respondent. Dwan var riksdagsman vid riksdagen 1643. Han avled 1647 i Munktorps församling.

### Familj
Dwam var gift med Helena Pedersdotter (1611–1681), dotter till borgmästaren Peder Gudmundsson Strömberg. De fick tillsammans barnen landssekreteraren Gudmund Dwan i Landskrona, studenten Pehr Monthelius, domprosten Nicolaus Georgii Dwan i Västerås församling, Anna Dwan som var gift med kyrkoherden Jonas Holstenius i Husby församling, Brita Dwan som var gift med komministern Olaus Thermenius i Munktorps församling och kyrkoherden Olaus Aroselius i Björksta församling.